# Sterculia
Genre
Synonymes
Selon GBIF (25 mai 2022)
- Astrodendrum Dennst.
- Balanghas Raf.
- Cavalam Adans.
- Cavallium Schott
- Chichaea C.Presl
- Clompanus Raf.
- Culhamia Forssk.
- Delabechea Lindl.
- Eribroma Pierre
- Ivira Aubl.
- Kavalama Raf.
- Mateatia Vell.
- Orsopea Raf.
- Pompila Noronha
- Southwellia Salisb.
- Theodoria Neck.
- Triphaca Lour.
- Triplobus Raf.
- Xylosterculia Kosterm.

Selon Tropicos (25 mai 2022)
- Chichaea C. Presl
- Ivira Aubl.
- Mateatia Vell.
- Xylosterculia Kosterm.

Sterculia est un genre botanique de la famille des Malvaceae selon la classification phylogénétique (ou des Sterculiaceae selon la classification classique). Il compte 200 à 300 espèces d'arbres tropicaux. 
Ce genre doit son nom à Sterculius, dieu Romain de la croissance des végétaux (et des engrais) certainement en raison de l'odeur de fumier de l'arbre caca, Sterculia foetida.

## Sélection d'espèces
- Sterculia acerifolia A. Cunn., 1830
- Sterculia africana (Lour.) Fiori
- Sterculia cinerea A.Rich.
- Sterculia foetida L.
- Sterculia lychnophora Hance, 1876
- Sterculia nitida Vent.
- Sterculia oblongata R.Br.
- Sterculia pruriens (Aubl.) K. Schum., 1886
- Sterculia setigera Delile, 1826
- Sterculia tragacantha Lindl., 1830
- Sterculia urens Roxb., 1795

## Liste d'espèces
Selon GBIF (21 mai 2022) :
- Clompanus molucanus Raf.
- Eribroma klaineana Pierre
- Mateatia cariosa Steud.

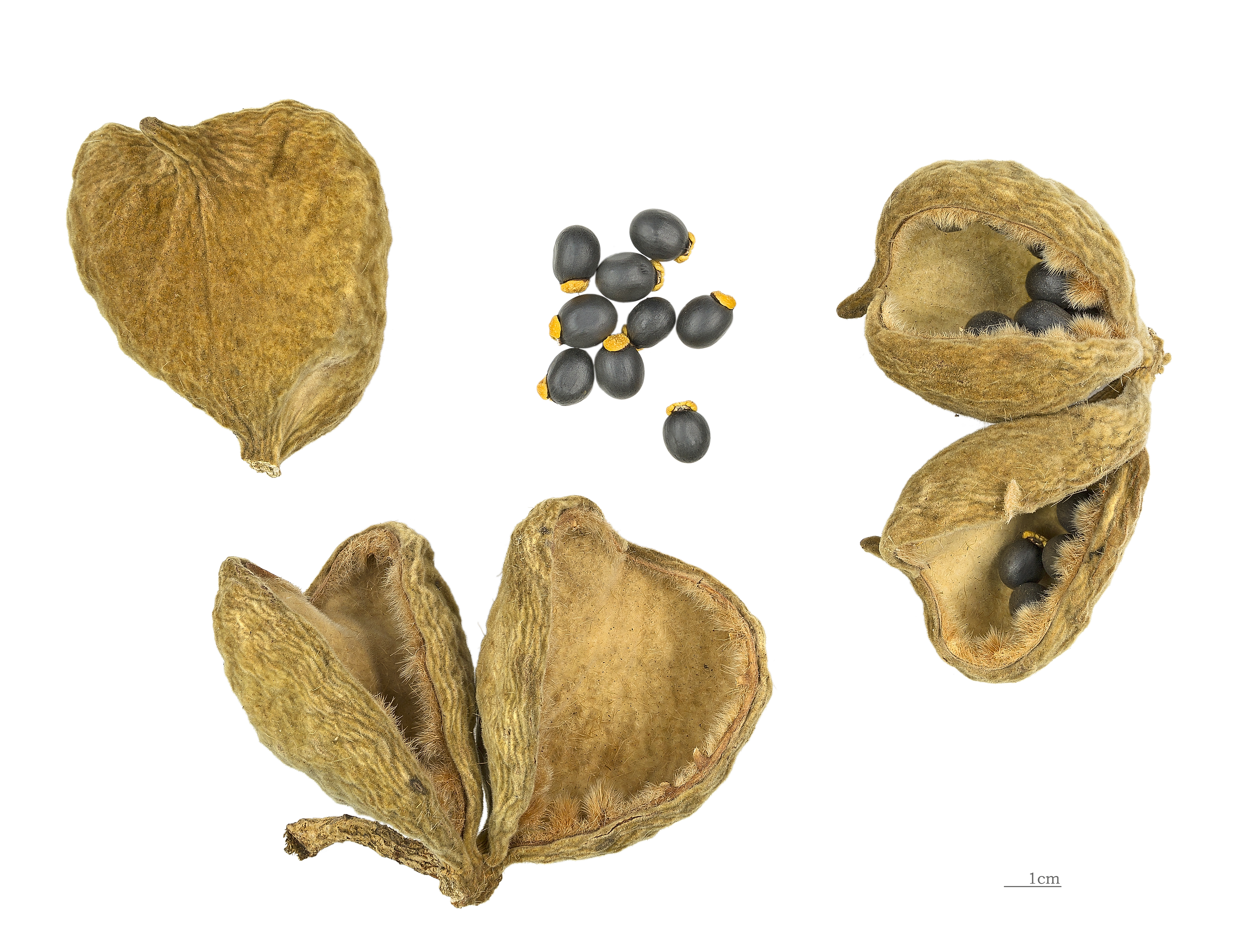
Sterculia setigera Fruits et graines - Muséum de Toulouse

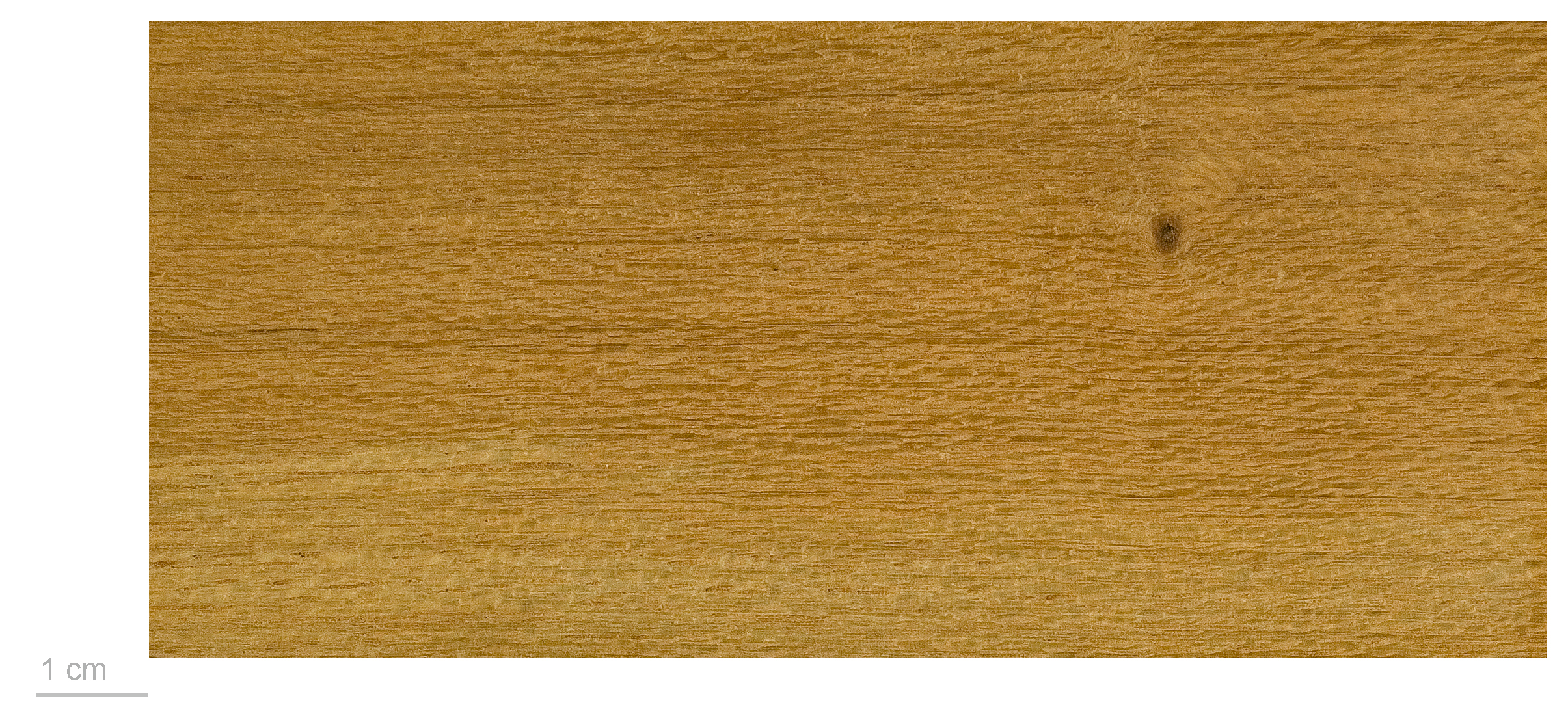
Sterculia pruriens - Muséum de Toulouse

- Sterculia abbreviata E.L.Taylor ex Mondragón
- Sterculia aberrans Tardieu
- Sterculia acuminataloba Berry, 1937
- Sterculia acuminatissima Merr.
- Sterculia aerisperma Cuatrec.
- Sterculia aesculoides Warb.
- Sterculia africana (Lour.) Fiori
  - Sterculia africana var. africana 
  - Sterculia africana var. socotrana (K.Scum.) Fiori
- Sterculia albidiflora Ducke
- Sterculia alexandri Harv.
- Sterculia alexandri Harv. ex Sprague, 1908
- Sterculia allenae E.L.Taylor
- Sterculia allenii E.L.Taylor
- Sterculia allenii E.L.Taylor ex Al.Rodr. & D.Santam.
- Sterculia amazonica E.L.Taylor ex Mondragón
- Sterculia ampla Baker fil.
- Sterculia antioquia E.L.Taylor
- Sterculia apeibophylla Ducke
- Sterculia apetala (Jacq.) Karst.
  - Sterculia apetala var. elata (Ducke) E.L.Taylor ex Brako & Zarucchi
- Sterculia appendiculata K.Schum.
- Sterculia appendiculata K.Schum. ex Engl.
- Sterculia arabica (R.Br.) T.Anderson
- Sterculia arbutiflora Zipp. ex Mackl.
- Sterculia attenuata Debb.
- Sterculia backeri Tantra
- Sterculia balanghas L.
- Sterculia bammleri K.Schum.
- Sterculia banksiana Guillaumin
- Sterculia blumei G.Don
- Sterculia bracteata Gagnep.
- Sterculia brevissima H.H.Hsue ex Y.Tang, M.G.Gilbert & Dorr
- Sterculia campaniflora Ridl.
- Sterculia caribaea R.Br.
- Sterculia carrii Tantra
- Sterculia ceramica R.Br.
- Sterculia chapelieri Baill.
- Sterculia cheekei Dorr
- Sterculia chicomendesii E.L.Taylor
- Sterculia chlamydothyrsa Mildbr.
- Sterculia chrysodasys Miq.
- Sterculia cinerea A.Rich.
- Sterculia cochinchinensis Pierre
- Sterculia cognata Prain
- Sterculia colombiana Sprague
- Sterculia columnaris Pierre
- Sterculia commersoniana
- Sterculia comorensis Baill.
- Sterculia comosa Wall.
- Sterculia cordata Blume
  - Sterculia cordata var. cordata 
  - Sterculia cordata var. montana (Merr.) Tantra
- Sterculia cordifolia Blanco
- Sterculia corrugata Little
- Sterculia costaricana Pittier
- Sterculia crassinervia Miq.
- Sterculia crepitans F.Muell.
- Sterculia cuneifolia Miq.
- Sterculia curiosa (Vell.) Taroda
- Sterculia cuspidata R.Br.
- Sterculia cymbiformis Blanco
- Sterculia dactylocarpa Warb.
- Sterculia darbyshirei Tantra
- Sterculia dasyphylla A.C.Sm.
- Sterculia dawei Sprague
- Sterculia decipiens W.Fitzg.
- Sterculia dewevrei De Wild.
- Sterculia diversifolia Boerl. & Koord.-Schum.
- Sterculia duckei E.L.Taylor ex J.A.C.Silva & M.F.Silva
- Sterculia edelfeltii F.Muell.
- Sterculia ellipticifolia Fosberg
- Sterculia elmeri Merr.
- Sterculia elongata Ridl.
- Sterculia euosma W.W.Sm.
- Sterculia excelsa Mart.
- Sterculia fanaiho Setch.
  - Sterculia fanaiho subsp. fanaiho 
  - Sterculia fanaiho subsp. pentamera Tantra
- Sterculia foetida L.
- Sterculia forsteri Seem.
- Sterculia frondosa Rich.
- Sterculia gengmaensis H.H.Hsue ex Y.Tang, M.G.Gilbert & Dorr
- Sterculia gigantifolia Warb. ex Mildbr.
- Sterculia gilva Miq.
- Sterculia gracilioides Boerl. & Koord.-Schum.
- Sterculia gracilipes Pierre
- Sterculia graciloides Boerl. & Koord.
- Sterculia grandifolia R.Br.
- Sterculia guangxiensis S.J.Xu & P.T.Li
- Sterculia guapayensis Cuatrec.
- Sterculia guianensis Sandwith
- Sterculia guineensis Steud.
- Sterculia guttata Roxb.
- Sterculia guttata Roxb. ex G.Don
- Sterculia hainanensis Merr. & Chun
- Sterculia halmahairae Scheff.
- Sterculia hamiltonii (Kuntze) Adelb.
- Sterculia harmandii Pierre
- Sterculia henryi Hemsl.
  - Sterculia henryi var. cuneata Chun & H.H.Hsue
- Sterculia hewittii Ridl.
- Sterculia hispidissima Ridl.
- Sterculia holtzei F.Muell.
- Sterculia hychnophora Pierre
- Sterculia hymenocalyx K.Schum.
- Sterculia hypochroa Pierre
- Sterculia imberbis DC.
- Sterculia impressinervis H.H.Hsue
- Sterculia insularis R.Br.
- Sterculia ivira Pers., 1806
- Sterculia kathgodamense Prasad, 1994
- Sterculia kayae P.E.Berry
- Sterculia khasiana Debb. ex Biswas
- Sterculia khasiana Debb. ex Kanjilal, P.C.Kanjilal & Das, 1935
- Sterculia khasiana King ex Debb.
- Sterculia killipiana Standl. ex E.L.Taylor
- Sterculia kingii Prain
- Sterculia kingtungensis H.H.Hsue ex Y.Tang, M.G.Gilbert & Dorr
- Sterculia kostermansiana Tantra
- Sterculia lancaviensis Ridl.
- Sterculia lanceifolia Roxb.
- Sterculia lanceifolia Roxb. ex G.Don, 1831
- Sterculia lanceolata Cav.
  - Sterculia lanceolata var. coccinea (Jack) Phengklai
  - Sterculia lanceolata var. lanceolata 
  - Sterculia lanceolata var. principis (Gagnep.) Phengklai
- Sterculia lepidotostellata Mildbr.
- Sterculia linguifolia Mast.
- Sterculia lisae E.L.Taylor
- Sterculia lissophylla Pierre
- Sterculia longifolia Vent.
  - Sterculia longifolia f. longifolia 
  - Sterculia longifolia f. patentinervia (Merr.) Tantra
- Sterculia longipetiolata Merr.
- Sterculia macerenica E.L.Taylor
- Sterculia macrophylla Vent.
- Sterculia macrostemon Tantra
- Sterculia madagascariensis R.Br.
- Sterculia maoana Doweld
- Sterculia marseillei De Wild.
- Sterculia marseillei DeWild.
- Sterculia mastersii Pierre
- Sterculia megistophylla Ridl.
- Sterculia membranacea Merr.
- Sterculia mexicana R.Br.
- Sterculia mhosya Engl.
- Sterculia micrantha Chun & H.H.Hsue
- Sterculia microphylla Ridl.
- Sterculia mindorensis Tantra
- Sterculia mioensifolia Prasad & Pandey, 2008
- Sterculia monosperma Vent.
  - Sterculia monosperma var. subspontanea (H.H.Hsue & S.J.Xu) Y.Tang, M.G.Gilbert & Dorr
- Sterculia monticola Mildbr.
  - Sterculia monticola var. laxiflora Tantra
  - Sterculia monticola var. monticola 
  - Sterculia monticola var. schoddei Tantra
- Sterculia morobeensis Tantra
- Sterculia mucronata Campbell, 1961
- Sterculia multiovula E.L.Taylor
- Sterculia multiovula E.L.Taylor ex Mondragón, 2006
- Sterculia murex Hemsl.
- Sterculia narioensis E.L.Taylor
- Sterculia neriifolia Ridl.
- Sterculia nesogenes Hochr.
- Sterculia oblonga Mast.
- Sterculia oblongata R.Br.
- Sterculia oblongifolia DC.
- Sterculia ornatisepala E.L.Taylor
- Sterculia ornatisepala E.L.Taylor ex D.Santam. & Al.Rodr.
- Sterculia palauensis Kaneh.
- Sterculia paniculata Wall. ex Bojer
- Sterculia papuana Tantra
- Sterculia parviflora Roxb.
- Sterculia parvifolia Wall.
- Sterculia patagonica Menéndez, 1959
- Sterculia peekelii Mildbr.
- Sterculia pendula Ducke
- Sterculia perryae Kosterm.
- Sterculia peruviana (D.R.Simpson) E.L.Taylor ex Brako & Zarucchi
- Sterculia petenensis E.L.Taylor
- Sterculia petenensis E.L.Taylor ex D.Santam. & Al.Rodr.
- Sterculia pexa Pierre
  - Sterculia pexa var. pexa 
  - Sterculia pexa var. yunnanensis (Hu) H.H.Hsue
- Sterculia pierrei Gagnep.
- Sterculia pinbienensis H.T.Tsai & P.I Mao
- Sterculia platanoides Menéndez, 1959
- Sterculia platanoides Schltr.
- Sterculia pojoira Cuatrec.
- Sterculia ponapensis Kaneh.
- Sterculia populifolia Roxb., 1832
- Sterculia populnifolia Roxb.
- Sterculia premontana Prasad & Pandey, 2006
- Sterculia propinqua R.Br.
- Sterculia pruriens (Aubl.) Schum.
  - Sterculia pruriens var. glabrescens E.L.Taylor
- Sterculia pseudopeltata Mildbr.
- Sterculia pubescens F.Muell. ex Benth.
- Sterculia quadrifida R.Br.
- Sterculia quinqueloba (Garcke) K.Schum.
- Sterculia quinqueloba Sim
- Sterculia radicans Gagnep.
- Sterculia rebeccae E.L.Taylor
- Sterculia recordiana Standl.
- Sterculia rhinopetala K.Schum.
- Sterculia rhoidifolia Stapf ex Ridl.
- Sterculia rhynchocarpa K.Schum.
- Sterculia rhynchophylla K.Schum.
- Sterculia rigidifolia Ducke
- Sterculia ripicola Mildbr.
- Sterculia robusta Carrière
- Sterculia rogersii N.E.Br.
- Sterculia rubiginosa Vent.
  - Sterculia rubiginosa var. divaricata (Merr.) Tantra
  - Sterculia rubiginosa var. glabrescens King
  - Sterculia rubiginosa var. rubiginosa 
  - Sterculia rubiginosa var. setistipula (Merr.) Tantra
- Sterculia rugosa R.Br.
- Sterculia sangirensis Warb.
- Sterculia scandens Hemsl.
- Sterculia scaphigera Wall. ex Mast., 1874
- Sterculia scatigera G.Don, 1831
- Sterculia schlechteri Mildbr.
- Sterculia schliebenii Mildbr.
- Sterculia schultzii Domin
- Sterculia scortechinii King
- Sterculia setigera Delile
- Sterculia shillinglawii F.Muell.
  - Sterculia shillinglawii subsp. malacophylla (K.Schum.) Tantra
  - Sterculia shillinglawii subsp. shillinglawii
- Sterculia simaoensis Y.Y.Qian
- Sterculia spangleri R.Br.
- Sterculia spanoghei R.Br., 1844
- Sterculia spatulata Warb.
- Sterculia speciosa K.Schum.
- Sterculia stapfiana K.Schum.
- Sterculia stenocarpa H.J.P.Winkl.
- Sterculia steyermarkii E.L.Taylor ex Mondragón
- Sterculia stigmarota Pierre
- Sterculia stipulata Korth.
  - Sterculia stipulata var. jagori (Warb.) Tantra
  - Sterculia stipulata var. stipulata 
  - Sterculia stipulata var. trichopetiolata (Merr.) Tantra
- Sterculia stipulifera Ducke
  - Sterculia stipulifera var. peruviana D.R.Simpson, 1982
  - Sterculia stipulifera var. stipulifera
- Sterculia striata A.St.-Hil. & Naudin
- Sterculia striatiflora Mast.
- Sterculia subnobilis H.H.Hsue
- Sterculia subpeltata Blume
- Sterculia subracemosa Chun & H.H.Hsue
- Sterculia subviolacea K.Schum.
- Sterculia tannaensis Guillaumin
- Sterculia tantrae Morat, 1987
- Sterculia tantraensis Morat
- Sterculia tavia Baill.
- Sterculia tertiara Shashi et al., 2006
- Sterculia tessmannii Mildbr.
- Sterculia tragacantha Lindl.
- Sterculia tragacanthoides Engl.
- Sterculia treubii Hochr.
- Sterculia triloba G.Don
- Sterculia urceolata Sm.
- Sterculia urens Roxb.
  - Sterculia urens var. thorelii (Pierre) Phengklai
  - Sterculia urens var. urens
- Sterculia urophylla Merr.
- Sterculia venezuelensis Pittier
- Sterculia versicolor Wall.
- Sterculia villifera Steud.
- Sterculia villosa Roxb.
- Sterculia vitiensis Seem.
- Sterculia washburnii Berry, 1928
- Sterculia xolocotzii T.Wendt & E.L.Taylor
- Sterculia yatesii Merr.
- Sterculia yuanjiangensis H.H.Hsue & S.J.Xu
- Sterculia zeylanica Kosterm.
- Sterculia zippelii Korth.

Selon Tropicos (21 mai 2022) (Attention liste brute contenant possiblement des synonymes) :
- Sterculia abbreviata E.L. Taylor ex Mondragón, 2005
- Sterculia acerifolia A. Cunn., 1830
- Sterculia acerifolia (C. Presl) Hemsl., 1879
- Sterculia acuminata P. Beauv., 1805
- Sterculia aerisperma Cuatrec., 1952
- Sterculia aesculoides Warb.
- Sterculia affinis Mast., 1874
- Sterculia africana (Lour.) Fiori, 1911
- Sterculia alata Roxb., 1820
- Sterculia albidiflora Ducke, 1925
- Sterculia alexandri Harv., 1859
- Sterculia allenii E.L. Taylor ex Al. Rodr. & D. Santam., 2020
- Sterculia amazonica E.L. Taylor ex Mondragón, 2005
- Sterculia ambacensis Welw. ex Hiern, 1896
- Sterculia ampla Baker f., 1923
- Sterculia ankaranensis Arènes, 1956
- Sterculia antioquia E.L. Taylor
- Sterculia apeibophylla Ducke, 1945
- Sterculia apetala (Jacq.) H. Karst., 1862
- Sterculia appendiculata K. Schum., 1895
- Sterculia armata Mast.
- Sterculia attenuata Debb., 1922
- Sterculia austro-caledonica Hook. f., 1894
- Sterculia balanghas L., 1753
- Sterculia balansae Aug. DC.
- Sterculia banksiana Guillaumin, 1931
- Sterculia barteri Mast., 1868
- Sterculia bequaertii De Wild., 1921
- Sterculia bodinieri H. Lév., 1915
- Sterculia brevipetiolata Merr., 1905
- Sterculia brevipetiolata H.T. Tsai & P.I. Mao, 1964
- Sterculia brevissima H.H. Hsue, 1977
- Sterculia brevissima H.H. Hsue ex Y. Tang, M.G. Gilbert & Dorr, 2007
- Sterculia bullata Pancher & Sebert, 1874
- Sterculia campanulata Wall. ex Mast., 1874
- Sterculia capitata G. Karst. ex F. Seym., 1980
- Sterculia capuronii Arènes, 1956
- Sterculia caribaea R. Br., 1844
- Sterculia caricifolia G. Don, 1831
- Sterculia carthaginensis Cav., 1788
- Sterculia caudata Benth., 1863
- Sterculia cauliflora Merr., 1934
- Sterculia cauliflora (Mast.) Roberty, 1953
- Sterculia ceramica R. Br., 1844
- Sterculia chapelieri Baill., 1885
- Sterculia cheekii Dorr, 2004
- Sterculia chicha A. St.-Hil. ex Turpin, 1817
- Sterculia chicomendesii E.L. Taylor
- Sterculia cinerea A. Rich., 1847
- Sterculia cinnamomifolia H.T. Tsai & P.I. Mao, 1964
- Sterculia clemensiae Merr. & L.M. Perry, 1949
- Sterculia coccinea Roxb., 1814
- Sterculia colombiana Sprague, 1905
- Sterculia colorata Roxb., 1795
- Sterculia comorensis Baill., 1885
- Sterculia convoluta St.-Lag., 1880
- Sterculia cordata Blume, 1825
- Sterculia cordifolia Cav., 1788
- Sterculia cordifolia Blanco, 1837
- Sterculia corrugata Little, 1969
- Sterculia costaricana Pittier, 1912
- Sterculia cubensis Urb., 1924
- Sterculia curiosa (Vell.) Taroda, 1984
- Sterculia dawei C. Sprague, 1905
- Sterculia digitata (W. Mast.) Roberty, 1953
- Sterculia diguensis Cuatrec., 1952
- Sterculia diversifolia G. Don, 1831
- Sterculia duckei E.L. Taylor ex J.A.C. Silva & M.F. Silva, 2001
- Sterculia dzumacensis Guillaumin, 1920
- Sterculia elata Ducke, 1922
- Sterculia elegantiflora Hutch. & Dalziel, 1928
- Sterculia ellipticifolia Fosberg, 1991
- Sterculia elmeri Merr., 1929
- Sterculia erythrosiphon Baill., 1885
- Sterculia euosma W.W. Sm., 1917
- Sterculia excelsa Mart., 1841
- Sterculia firmiana J.F. Gmel.
- Sterculia foetida L., 1753
- Sterculia francii Guillaumin, 1920
- Sterculia frondosa Rich., 1792
- Sterculia fulgens Wall., 1874
- Sterculia garrawayae F.M. Bailey, 1899
- Sterculia gengmaensis H.H. Hsue ex Y. Tang, M.G. Gilbert & Dorr, 2007
- Sterculia gengmaensis H.H. Hsue, 1977
- Sterculia geniculata Miq., 1860 [1861]
- Sterculia glabrifolia Mildbr., 1927
- Sterculia glauca A.H. Gentry, 1976 [1977]
- Sterculia glomerata Blanco, 1837
- Sterculia goyazensis Glaz., 1905
- Sterculia grandiflora Vent., 1805
- Sterculia guangxiensis S.J. Xu & P.T. Li, 2000
- Sterculia guapayensis Cuatrec., 1952
- Sterculia guerichii K. Schum., 1894
- Sterculia guianensis Sandwith, 1928
- Sterculia guttata Roxb., 1814
- Sterculia guttata Roxb., 1832
- Sterculia hainanensis Merr. & Chun, 1935
- Sterculia hamiltonii Adelb., 1945
- Sterculia helicteres Pers.
- Sterculia henryi Hemsl., 1908
- Sterculia heritieriformis Arènes, 1956
- Sterculia heterophylla P. Beauv., 1806
- Sterculia heynei Bedd., 1872
- Sterculia humblotiana Baill., 1885
- Sterculia hymenocalyx K. Schum., 1897
- Sterculia hypochroa Pierre, 1888
- Sterculia hyposticta Miq., 1860 [1861]
- Sterculia imberbis DC.
- Sterculia impressinervis H.H. Hsue, 1977
- Sterculia indica Merr., 1952
- Sterculia ipomoeifolia Garcke, 1861
- Sterculia ivira Sw., 1788
- Sterculia kayae P.E. Berry, 2005
- Sterculia khasiana King, 1934
- Sterculia killipiana Standl. ex E.L. Taylor
- Sterculia kingii Prain, 1904
- Sterculia kingtungensis H.H. Hsue ex Y. Tang, M.G. Gilbert & Dorr, 2007
- Sterculia kingtungensis H.H. Hsue, 1977
- Sterculia lanceifolia Roxb., 1832
- Sterculia lanceolata Cav., 1788
- Sterculia lantsangensis H.H. Hu, 1937
- Sterculia lasiantha C. Mart., 1843
- Sterculia lastoursvillensis M. Bodard & Pellegr., 1951
- Sterculia laurifolia F. Muell., 1868
- Sterculia laurina Roberty, 1953
- Sterculia laxiflora Rusby, 1920
- Sterculia linearicarpa Mast., 1874
- Sterculia lisae E.L. Taylor
- Sterculia livingstoneana Engl., 1907
- Sterculia luzonica Warb., 1904
- Sterculia lychnophora Hance, 1876
- Sterculia macerenica E.L. Taylor
- Sterculia macrophylla Vent., 1805
- Sterculia malvacea H. Lév., 1913
- Sterculia megalocarpa A.C. Sm., 1933
- Sterculia megaphylla Bureau & Poiss. ex Guillaumin, 1911
- Sterculia megaphylla H.T. Tsai & P.I. Mao, 1964
- Sterculia mexicana R. Br., 1844
- Sterculia mhosya Engl., 1921
- Sterculia micrantha Chun & H.H. Hsue, 1947
- Sterculia mirabilis (A. Chev.) Roberty, 1953
- Sterculia monosperma Vent., 1805
- Sterculia montana Merr., 1905
- Sterculia multiovula E.L. Taylor ex Mondragón, 2006
- Sterculia murex Hemsl.
- Sterculia narinoensis E.L. Taylor
- Sterculia nitida Vent., 1805
- Sterculia nobilis Sm., 1816
- Sterculia oblonga Mast., 1868
- Sterculia oblongifolia DC., 1824
- Sterculia ornata Wall. ex Kurz
- Sterculia ornatisepala E.L. Taylor ex D. Santam. & Al. Rodr., 2020
- Sterculia ovalifolia Wall., 1828
- Sterculia pallens Wall. ex King, 1891
- Sterculia parviflora Roxb., 1832
- Sterculia parviflora (Ducke) E.L. Taylor ex Brako & Zarucchi, 1993
- Sterculia pendula Ducke, 1950 [1951]
- Sterculia perrieri Arènes, 1949
- Sterculia peruviana (D.R. Simpson) E.L. Taylor ex Brako & Zarucchi, 1993
- Sterculia petenensis E.L. Taylor ex D. Santam. & Al. Rodr., 2020
- Sterculia pexa Pierre, 1888
- Sterculia philippinensis Merr., 1904
- Sterculia pilosa Ducke, 1922
- Sterculia pinbienensis H.T. Tsai & P.I. Mao, 1964
- Sterculia platanifolia L. f., 1781 [1782]
- Sterculia pojoira Cuatrec., 1952
- Sterculia populifolia Roxb., 1832
- Sterculia porphyroclada Merr. & L.M. Perry, 1949
- Sterculia principis Gagnep., 1909
- Sterculia pruriens (Aubl.) K. Schum., 1886
- Sterculia pubescens Mast., 1874
- Sterculia punctata DC., 1824
- Sterculia purpurea Exell, 1927
- Sterculia pyriformis Bunge, 1833
- Sterculia quadrifida R. Br., 1844
- Sterculia quinqueloba (Garcke) K. Schum., 1892
- Sterculia quinqueloba Sim., 1909
- Sterculia rebeccae E.L. Taylor
- Sterculia recordiana Standl., 1935
- Sterculia rhinopetala K. Schum., 1900
- Sterculia rhynchocarpa K. Schum., 1904
- Sterculia richardiana Baill., 1885
- Sterculia rigidifolia Ducke, 1935
- Sterculia rogersii N.E. Br., 1921
- Sterculia roseiflora Ducke, 1935
- Sterculia roxburghii Wall., 1832
- Sterculia rubicunda Wall., 1829
- Sterculia rubiginosa Vent., 1805
- Sterculia rugosa R. Br., 1844
- Sterculia scandens Hemsl., 1908
- Sterculia scaphigera Wall. ex G. Don, 1831
- Sterculia scheffleraefolia Guillaumin, 1942
- Sterculia schliebenii Mildbr., 1935
- Sterculia schumannii
- Sterculia setigera Delile, 1826
- Sterculia setistipula Merr., 1929
- Sterculia simaoensis Y.Y. Qian, 1997
- Sterculia simplex (L.) Druce, 1913 [1914]
- Sterculia solitudinis Mildbr., 1931
- Sterculia speciosa K. Schum., 1886
- Sterculia stenocarpa H.J.P. Winkl., 1922
- Sterculia steyermarkii E.L. Taylor ex Mondragón, 2005
- Sterculia stipulifera Ducke, 1925
- Sterculia striata A. St.-Hil. & Naudin, 1842
- Sterculia subnobilis H.H. Hsue, 1977
- Sterculia subracemosa Chun & H.H. Hsue, 1947
- Sterculia subviolacea K. Schum., 1895
- Sterculia surinamensis R. Br., 1844
- Sterculia tavia Baill., 1872
- Sterculia tessmannii Mildbr., 1927
- Sterculia tiliacea H. Lév.
- Sterculia tomentosa sensu Sim
- Sterculia tomentosa Guill. & Perr., 1831
- Sterculia tonkinensis Aug. DC., 1903
- Sterculia tragacantha Lindl., 1830
- Sterculia triphaca R. Br., 1844
- Sterculia tuberculata W. Fitzg., 1918
- Sterculia tubulata Mast., 1874
- Sterculia urens Roxb., 1795
- Sterculia venezuelensis Pittier, 1938
- Sterculia versicolor Wall., 1830
- Sterculia verticillata Thonn., 1827
- Sterculia villifera Steud., 1843
- Sterculia villosa Roxb., 1832
- Sterculia viridiflora H.T. Tsai & P.I. Mao, 1964
- Sterculia viridiflora W. Fitzg., 1918
- Sterculia viscidula W. Fitzg., 1906
- Sterculia vitifolia F.M. Bailey, 1899
- Sterculia wallichii Falc., 1874
- Sterculia xolocotzii T. Wendt & E.L. Taylor, 1999
- Sterculia yuanjiangensis H.H. Hsue & S.J. Xu, 1987
- Sterculia yunnanensis H.H. Hu, 1937
- Sterculia zastrowiana Engl.

- Sterculia africana (Lour.) Fiori
- Sterculia alexandri Harv.
- Sterculia apetala (Jacq.) H.Karst. (syn. Sterculia carthaginensis Cav., Sterculia chicha A.St.-Hil.)
- Sterculia balanghas L.
- Sterculia caribaea R.Br.
- Sterculia cinerea A.Rich.
- Sterculia curiosa (Vell.) Taroda
- Sterculia excelsa Mart.
- Sterculia foetida L. - Arbre caca ou Olivier de Java
- Sterculia guerichii K.Schum. ex Engl.
- Sterculia guttata Roxb.
- Sterculia hamiltonii (Kuntze) Adelb.
- Sterculia khasiana Debbarm.
- Sterculia ipomoeaefolia Garcke
- Sterculia lanceifolia G.Don
- Sterculia lanceolata Cav.
- Sterculia macrophylla Vent.
- Sterculia monosperma  Vent.
- Sterculia murex Hemsl.
- Sterculia nitida Vent.
- Sterculia nobilis Sm.
- Sterculia oblonga Mast.
- Sterculia parviflora Roxb. ex G.Don
- Sterculia pruriens (Aubl.) K.Schum.
- Sterculia quadrifida R.Br.
- Sterculia quinqueloba (Garcke) K.Schum.
- Sterculia rhinopetala K.Schum.
- Sterculia rogersii N.E.Br.
- Sterculia rupestris (Lindl.) Benth.
- Sterculia scaphigera Wall.
- Sterculia schliebenii Mildbr.
- Sterculia setigera Delile (syn. Sterculia tomentosa Guill. & Perr.)
- Sterculia schumanniana (Schltr.) Guillaumin
- Sterculia spangleri R.Br.
- Sterculia tragacantha Lindl.
- Sterculia treubii Hochr.
- Sterculia triphaca R.Br.
- Sterculia urceolata Sm.
- Sterculia urens Roxb.
- Sterculia villosa Roxb.
- Sterculia zastrowiana Engl.

## Protection
Certaines espèces sont en danger notamment Sterculia alexandri, Sterculia cinerea, Sterculia khasiana, Sterculia parviflora et Sterculia schliebenii. 

## Utilisation
Certaines espèces de Sterculia sont utilisées comme nourriture par les larves de certains lépidoptères.
La gomme de sterculia (exsudat des branches du Sterculia urens) ou gomme karaya est utilisée dans l'industrie alimentaire et pharmaceutique.